# Catedral de San Esteban de París
La basílica de San Esteban de París fue la catedral del obispo sufragáneo de París, desde el siglo IV hasta su destrucción entre 1160 y 1163 y la construcción de la actual catedral de Notre-Dame de París. Dedicada a San Esteban, ocupaba el lugar del atrio y los primeros tramos de la catedral actual.
Detrás de la Catedral de San Esteban, hacia el coro de la actual catedral, había otra iglesia dedicada a Santa María y llamada Notre-Dame. Fue incendiada durante la invasión normanda de 856 y luego reconstruida alrededor de 857, cuando se habría convertido en una catedral.

## Histórico
En el mundo cristiano de la Alta Edad Media, es muy común que la catedral (ecclesia) incluya, según la costumbre, varias iglesias, formando así una agrupación episcopal. A menudo se componía de dos iglesias gemelas o alineadas, llamadas catedrales dobles, con un baptisterio.
En París, las fuentes escritas y las excavaciones arqueológicas permitieron reconstruir el conjunto episcopal con la catedral de Saint-Étienne (reservada a los catecúmenos) y Notre-Dame (reservada a los bautizados), el baptisterio de Saint-Jean-le-Rond y la Basílica de Saint-Germain-le-Vieux en París. Se menciona por primera vez como sede episcopal en el año 690.
En 829 todavía era la iglesia principal de la agrupación episcopal.
Habiendo tenido lugar el traslado del cuerpo de San Germán desde París durante el asedio de París por los normandos, la iglesia catedral se salvó cuando levantaron el asedio en 887. Tiempo después, perdió su importancia en favor de Notre-Dame. Ningún texto menciona esta iglesia hasta 1110, cuando sabemos que está en ruinas. Las ruinas desaparecieron cuando comenzaron las obras de la actual catedral de Notre-Dame alrededor de 1160.
En 1160 el obispo Maurice de Sully decidió construir un nuevo tipo de santuario, mucho más grande, en lugar de la catedral de San Esteban, que fue destruida. Las obras de construcción de la nueva catedral podrían comenzar en 1163. La catedral parece haber sido bien mantenida hasta su destrucción.
Fue en este lugar donde se celebró el Concilio de París en 829.

## Arquitectura
Este edificio fue erigido en el siglo IV sobre subconstrucciones romanas y posteriormente remodelado en el siglo VI con elementos antiguos reutilizados. Su nombre y una serie de argumentos históricos apuntan a que fue fundada por un rey merovingio y probablemente por el rey de París Childeberto I (511-558), sin poder determinar si fue el promotor o simplemente el restaurador.
La Catedral de San Esteban era muy grande para la época. Su fachada occidental estaba unos cuarenta metros más al oeste que la actual fachada de Notre-Dame y era algo menos ancha: medía 36 metros. Este edificio tenía 70 metros de largo, es decir, poco más de la mitad de la longitud de la catedral actual. Hileras de columnas de mármol separaban una nave 10 metros de ancho y cuatro naves laterales, las dos primeras de 5 metros de ancho y la segunda de 3,5 metros. El muro de cuneta de la segunda colateral sur se construyó sobre los cimientos de la muralla de bajoimperial. La catedral estaba decorada con mosaicos y rematada con una cúpula antigua, debió tener un pórtico y probablemente un campanario, además de una torre en el lado izquierdo.
Las últimas excavaciones (1972) no permitieron determinar con precisión la historia arquitectónica de este edificio ni la cronología de su construcción, ni saber si sus cinco naves se realizaron al mismo tiempo. Podría decirse que la basílica era bastante similar a las antiguas basílicas de Roma o Rávena en Italia.
Varios fragmentos de mobiliario, terracota y mármol descubiertos alrededor del edificio pertenecen a la Alta Edad Media. Varios textos, entre ellos uno que data de alrededor de 1110, permiten admitir estos elementos como restos de la catedral.

## Baptisterio de Saint-Jean-le-Rond
Un baptisterio llamado Saint-Jean-le-Rond y dedicado a San Juan Bautista estaba ubicado en el lado norte de la catedral, en la ubicación actual de la rue du Cloître-Notre-Dame. Su presencia está atestiguada antes del 452.
Debió tener una planta centrada como muestra la titulación del baptisterio hasta la época moderna.
En el siglo V, se dice que Santa Genoveva habría reunido a las mujeres parisinas en el baptisterio para instarlas a luchar contra Atila con sus oraciones.
Habría acogido el cuerpo de San Germán cuando fue puesto a salvo en la Ciudad en 881, por temor a los normandos.

## Excavaciones arqueológicas
Desde XIX 19 siglo, muchas excavaciones arqueológicas se han llevado a cabo bajo el atrio de Notre-Dame de Paris, incluyendo tres grandes campañas: la primera tuvo lugar en 1847 y fue dirigida por Théodore Vacquer, siendo luego rellenado el sitio, luego en 1907 y finalmente de 1965 a 1967, una campaña dirigida por el arqueólogo Michel Fleury. Estas excavaciones han sacado a la luz importantes restos galorromanos y altomedievales, y en particular los cimientos de un gran edificio religioso en forma de basílica de cinco naves. Estos restos serían los de la basílica de Saint-Étienne, construida en el siglo IV o VI y que constituye la catedral anterior al actual edificio de Notre-Dame. En 1972, el arquitecto J. Hermant llevó a cabo la urbanización del parvis de Notre-Dame y materializó, mediante pavimentos de diferentes tonalidades, determinados restos arqueológicos conservados en la cripta, siendo esta última acondicionada para conservar todas estas subestructuras. hacerlos accesibles al público. Desde el verano de 2000, está gestionado por el Musée Carnavalet.

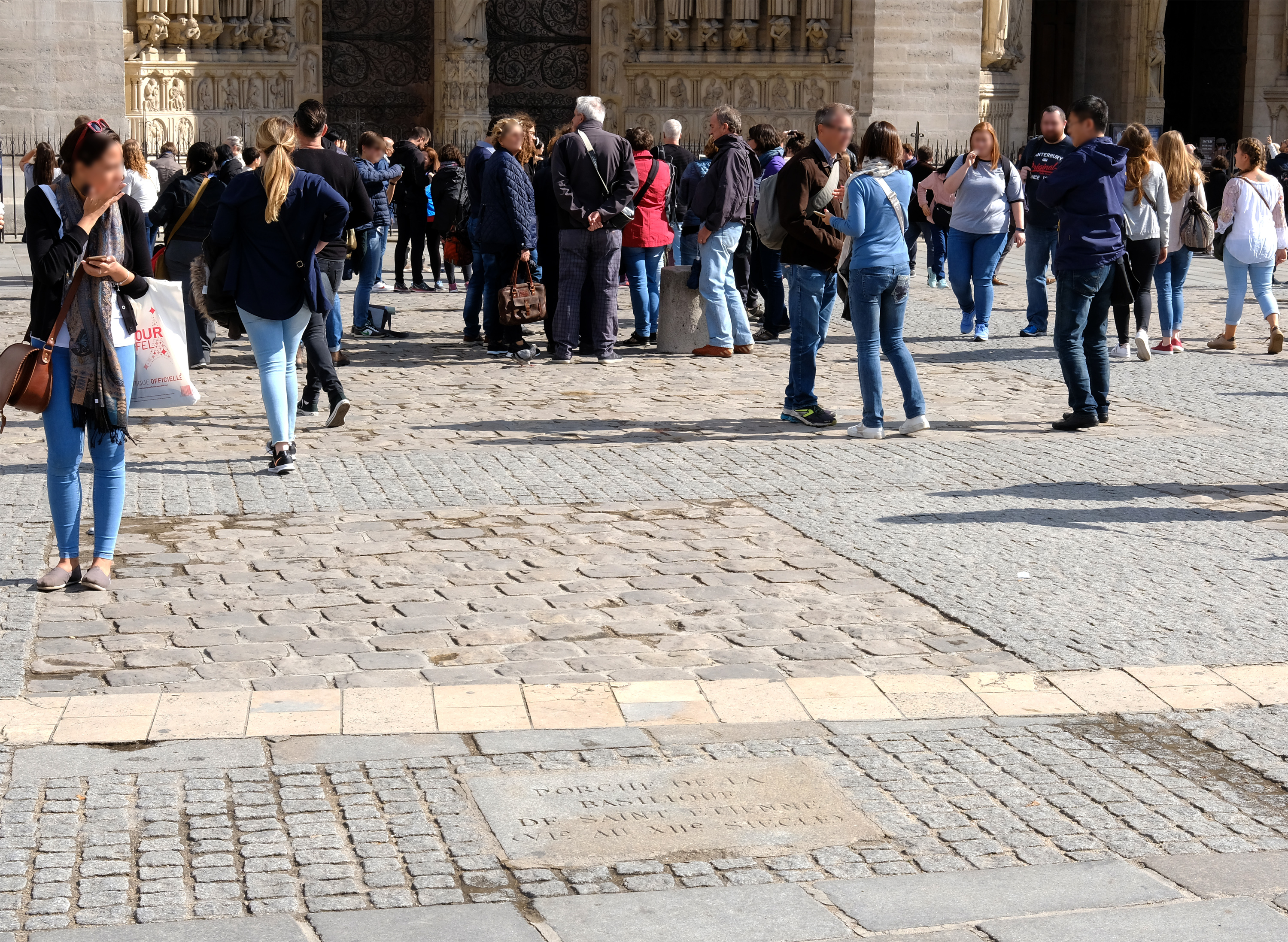
Ubicación del antiguo porche frente a Notre-Dame.
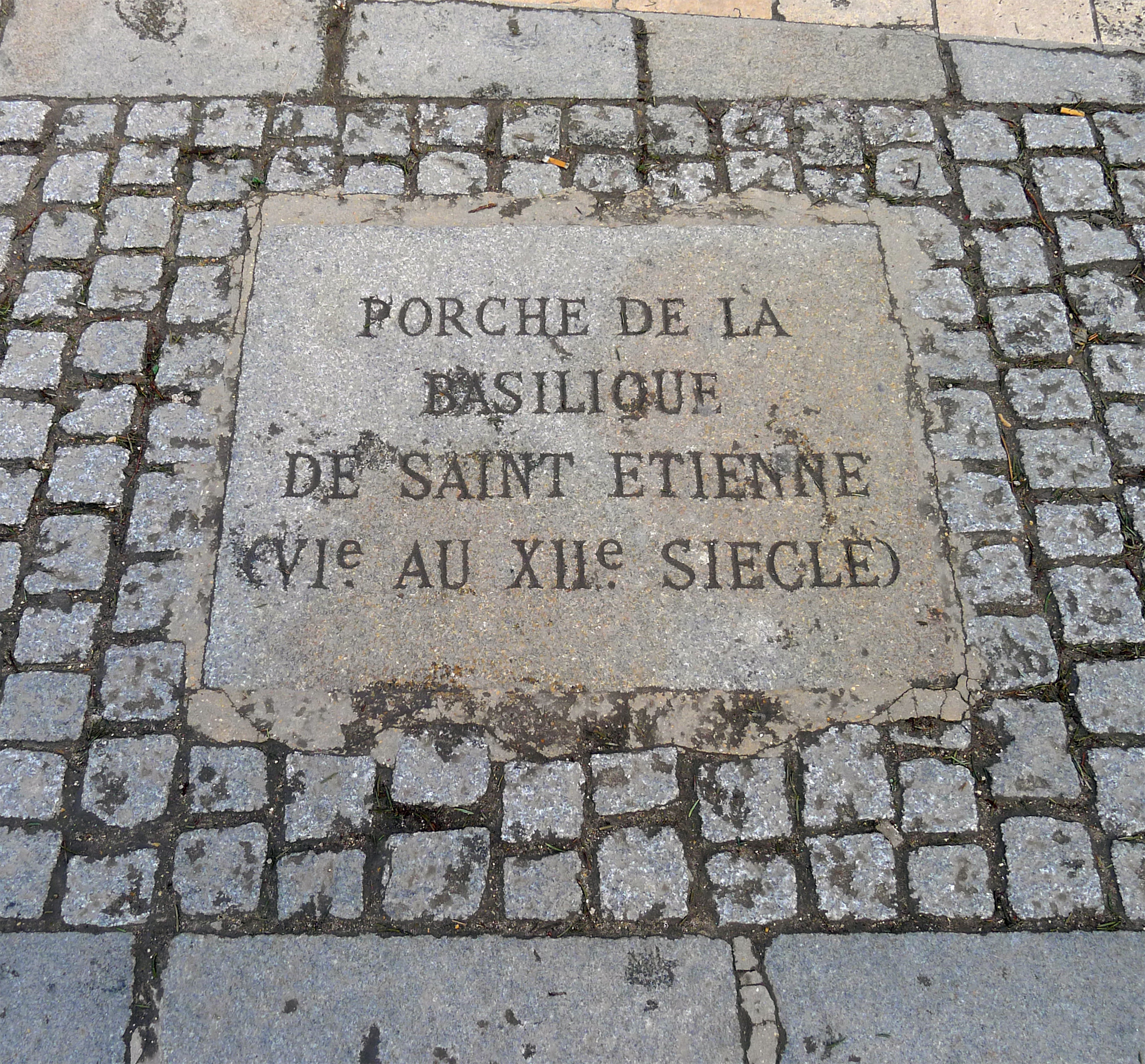
Placa en la explanada de Notre-Dame que indica la ubicación del pórtico de la antigua basílica.